# Phlaeoba
Phlaeoba es un género de saltamontes de la subfamilia Acridinae, familia Acrididae, y está asignado a la tribu Phlaeobini. Este género se encuentra en India, China, Indochina y Malasia.

## Especies
Las siguientes especies pertenecen al género Phlaeoba:
- Phlaeoba abbreviata Willemse, 1931
- Phlaeoba aberrans Willemse, 1937
- Phlaeoba albonema Zheng, 1981
- Phlaeoba angustidorsis Bolívar, 1902
- Phlaeoba antennata Brunner von Wattenwyl, 1893
- Phlaeoba assama Ramme, 1941
- Phlaeoba brachyptera Caudell, 1921
- Phlaeoba formosana (Shiraki, 1910)
- Phlaeoba fumida (Walker, 1870)
- Phlaeoba fumosa (Serville, 1838)
- Phlaeoba galeata (Walker, 1870)
- Phlaeoba horvathi Kuthy, 1911
- Phlaeoba infumata Brunner von Wattenwyl, 1893
- Phlaeoba jiuwanshanensis Zheng & Deng, 2006
- Phlaeoba matsumurai (Bolívar, 1914)
- Phlaeoba medogensis Liu, 1981
- Phlaeoba nantouensis Ye & Yin, 2007
- Phlaeoba panteli Bolívar, 1902
- Phlaeoba ramakrishnai Bolívar, 1914
- Phlaeoba rotundata Uvarov, 1929
- Phlaeoba sikkimensis Ramme, 1941
- Phlaeoba sinensis Bolívar, 1914
- Phlaeoba tenebrosa (Walker, 1871)
- Phlaeoba unicolor Bolívar, 1914